# Кантона, Эрик
Эри́к Дание́ль Пьер Кантона́ (фр. Éric Daniel Pierre Cantona, французское произношение: [eʁik kɑ̃tona]; 24 мая 1966, Марсель) — французский футболист, нападающий. Наиболее известен по своим выступлениям за сборную Франции и английский клуб «Манчестер Юнайтед», с которым выиграл четыре чемпионских титула Премьер-лиги. До сих пор является легендой среди болельщиков «Юнайтед», которые дали ему прозвище «Король Эрик» (King Eric). Завершил карьеру игрока в 1997 году, после чего снимался в кино. Одной из работ Эрика Кантона как актёра стала роль Монсеньора де Фуа в исторической драме «Елизавета». В 2011—2012 годах работал спортивным директором клуба «Нью-Йорк Космос». Ему посвятил свой фильм «В поисках Эрика» британский кинорежиссёр Кен Лоуч.

## Карьера во Франции
Кантона начал футбольную карьеру во французском «Осере». Проведя два года в молодёжном составе, он дебютировал за основную команду в 1983 году.
В 1984 году Кантона был призван на военную службу. Через год он был демобилизован и отдан в аренду в «Мартиг», клуб второго дивизиона французского чемпионата. В 1986 году Эрик вернулся в «Осер» и подписал с клубом профессиональный контракт. Молодого нападающего заметил главный тренер сборной Франции Анри Мишель, и в 1987 году Эрика призвали в национальную сборную. В том же году впервые проявились дисциплинарные проблемы Эрика: он ударил в лицо своего одноклубника Брюно Мартини, за что был оштрафован на крупную сумму.
В следующем году Кантона получил 3 месяца дисквалификации за опасный подкат против защитника «Нанта» Мишеля Тер-Закаряна. На уровне сборной Эрик добился успеха, выиграв с молодёжной сборной Франции молодёжный чемпионат Европы, после завершения которого перешёл в «Олимпик» Марсель (клуб, за который он болел с детства) за рекордную для Франции сумму в 2 млн фунтов. Дисциплинарные нарушения продолжались: Кантона в телевизионном интервью публично назвал тренера сборной Франции Анри Мишеля «мешком дерьма», за что был отстранён от игр за национальную сборную на год. В январе 1989 года во время товарищеского матча «Олимпика» против московского «Торпедо» Кантона, недовольный своей заменой, выбил мяч на трибуны, порвал на себе футболку и бросил её в арбитра. Клуб отстранил его от игр на месяц.
В 1989 году Кантона перешёл в «Бордо» на правах аренды, а через 6 месяцев был арендован на год клубом «Монпелье». В «Монпелье» Кантона во время ссоры с одноклубником Жан-Клодом Лемультом бросил бутсы ему в лицо. После этого инцидента шесть одноклубников потребовали, чтобы Кантона ушёл из команды, однако за него заступились Лоран Блан и Карлос Вальдеррама, и Эрик отделался десятидневной дисквалификацией. Кантона помог «Монпелье» выиграть Кубок Франции, забив в этом турнире 6 голов в 4 встречах, в том числе победный гол в полуфинале турнира. Руководство «Олимпика» решило вернуть набравшего отличную форму Эрика в команду. Кантона прилично заиграл в «Олимпике», который теперь возглавлял Франц Беккенбауэр, но президент клуба Бернар Тапи был недоволен результатами, которые показывала команда, и уволил Беккенбауэра. Новым тренером «Олимпика» был назначен Раймон Гуталс, с которым у Кантона сразу не заладились отношения, равно как и с президентом клуба. После победы «Олимпика» в чемпионате Франции в 1991 году Кантона перешёл в «Ним Олимпик».
В декабре 1991 года, играя за «Ним», Кантона, несогласный с решением арбитра, бросил в него мяч. После этого Эрика вызвали в дисциплинарный комитет Федерации футбола Франции и дисквалифицировали на один месяц. Услышав решение комитета, Кантона подошёл к каждому из его членов, назвав их «идиотами». Дисквалификацию продлили до трёх месяцев. Это было окончательным ударом для Кантона, объявившего о завершении футбольной карьеры в декабре 1991 года.
Тренер национальной сборной Мишель Платини, страстный поклонник Кантона, убедил его продолжить карьеру игрока. По совету Жерара Улье Эрик решил сменить чемпионат и переехать в Англию.

## Карьера в Англии

### «Лидс Юнайтед»
6 ноября 1991 года, после победы «Ливерпуля» над «Осером» со счётом 3:0 в ответной игре второго круга Кубка УЕФА на «Энфилде», тренер «Ливерпуля» Грэм Сунесс встретился с Мишелем Платини. Платини сказал, что знает игрока, который хотел бы играть за «Ливерпуль», и имя этого игрока — Эрик Кантона. Сунесс поблагодарил Платини за предложение, но предпочёл отказаться, не желая связываться с «проблемным» игроком. В январе 1992 года Кантона перешёл в «Шеффилд Уэнсдей» на условиях испытательного контракта. Через некоторое время ему предложили продлить испытательный срок на неделю, но Кантона отказался и перешёл в «Лидс Юнайтед» за 900 тысяч фунтов. В этом же году «Лидс» выиграл последний чемпионат Англии «старого образца» (Первый дивизион) — в следующем году была образована Премьер-лига. Кантона помог клубу выиграть Суперкубок Англии в матче против «Ливерпуля». «Лидс» победил со счётом 4:3, а Кантона в этом матче сделал хет-трик.
В ноябре 1992 года Кантона перешёл в «Манчестер Юнайтед» за 1,2 млн фунтов. Говард Уилкинсон, главный тренер «Лидса», хотел избавиться от Кантона, тогда как поклонники клуба восприняли эту новость негативно. После ухода Кантона «Лидс» провёл неудачный сезон в Премьер-лиге сезона 1992/93, заняв 17-е место из 22-х.

### «Манчестер Юнайтед»
Кантона дебютировал за «Манчестер Юнайтед» на «Эштадиу да Луж» в Лиссабоне в товарищеском матче против «Бенфики», который проводился в честь 50-летия Эйсебио. Первую игру за «Манчестер Юнайтед» в чемпионате Кантона провёл 6 декабря 1992 года, выйдя на замену во втором тайме манчестерского дерби против «Манчестер Сити» на «Олд Траффорд». «Юнайтед» выиграл эту встречу со счётом 2:1.
До подписания контракта с Эриком Кантона сезон 1992/93 начинался для «Манчестер Юнайтед» не лучшим образом. У команды возникла проблема с забиванием голов: Брайан Макклер и Марк Хьюз явно не набрали форму, а приобретённый летом Дион Даблин сломал ногу в самом начале сезона. Кантона помог «Манчестеру» преодолеть игровой кризис, быстро вписавшись в игру команды. Он не только забивал голы, но и создавал голевые моменты для других игроков. Первый гол за «Юнайтед» Эрик забил в матче против «Челси» на «Стэмфорд Бридж» 19 декабря 1992 года (встреча завершилась вничью — 1:1). 9 января 1993 года во встрече с «Тоттенхэм Хотспур» Кантона забил один мяч и принял участие в остальных голах своей команды; матч завершился победой «Юнайтед» со счётом 4:1. Однако талант Эрика был сопоставим с его тяжёлым характером: в матче с «Лидс Юнайтед» на «Элланд Роуд» Кантона плюнул в одного из болельщиков «Лидса», за что был оштрафован руководством Премьер-лиги на 1 тыс. фунтов.
В течение последующих двух лет «Манчестер Юнайтед» демонстрировал великолепную форму, выиграв первый в истории розыгрыш Премьер-лиги в сезоне 1992/93 (Кантона стал единственным на тот момент игроком, который выиграл два чемпионских титула подряд с разными клубами. Его рекорд повторил Нголо Канте в 2016 году). В следующем сезоне «Юнайтед» сделал «дубль», добавив к чемпионскому титулу Кубок Англии, одолев в финальном матче лондонский «Челси» со счётом 4:0 (Кантона забил два гола с пенальти). Французского нападающего признали лучшим игроком сезона 1993/94 по версии Профессиональной футбольной ассоциации. Дисциплинарные проблемы продолжали преследовать Эрика — за сезон он получил рекордные 4 красные карточки в Премьер-лиге.
Следующий сезон был омрачён инцидентом, произошедшим 25 января 1995 года в гостевом матче против «Кристал Пэлас». Во время матча защитник хозяев Ричард Шоу прихватил Эрика за футболку, на что вспыльчивый француз ответил, ударив обидчика ногой. Судья немедленно предъявил французу красную карточку. Покидая поле, Кантона поддался на провокацию болельщика «Кристал Пэлас» Мэттью Симмонса, запрыгнув на трибуны и ударив последнего ногой в стиле кун-фу, за чем последовала серия ударов кулаками.
Позднее Симмонсу были предъявлены обвинения в угрожающих заявлениях и поведении, а после оглашения вердикта «виновен» хулиган набросился на государственного обвинителя прямо в зале заседания, перепрыгнув скамью и нанеся служителю закона такой же удар в прыжке, какой ранее нанёс ему Кантона. Симмонса приговорили к 7 дням тюремного заключения, но фактически он провёл за решёткой лишь 24 часа, после чего был отпущен. На пресс-конференции, которая состоялась позднее, Кантона произнёс одну из своих самых известных фраз. Отвечая на заявление, что журналисты будут постоянно следить за его поведением, Кантона сказал: «Если чайки летят за траулером, так это только потому, что они ждут, когда сардины выбросят в море». После этой фразы Эрик поднялся со своего места и покинул зал, оставив в недоумении собравшихся репортёров. Его приговорили к 120 часам исправительных работ за нападение на болельщика, дисквалифицировали от всех игр до октября и выписали штраф в размере 10 тысяч фунтов.
Исполнительный директор Футбольной ассоциации Англии Грэм Келли назвал этот инцидент «позорным пятном» на репутации футбола. «Манчестер Юнайтед» дополнительно оштрафовал Кантона в размере его двухнедельных зарплат. Кроме того, Эрика лишили капитанской повязки в сборной Франции. «Юнайтед» в том сезоне уступил чемпионский титул «Блэкберн Роверс».
После этого инцидента много говорили о том, что Кантона уедет из Англии, когда завершится его дисквалификация, но Алекс Фергюсон убедил его остаться в команде. В начале нового сезона «Юнайтед» продал ряд ключевых игроков, заменив их футболистами из молодёжной команды, поэтому мало кто видел в «Манчестер Юнайтед» реальных претендентов на чемпионство. Огромное внимание было приковано к первой игре Кантона после отбытия дисквалификации против «Ливерпуля» 1 октября 1995 года. В течение 2 минут после начала встречи Кантона сделал голевую передачу на Ники Батта, а потом забил гол с пенальти, назначенного за снос Райана Гиггза. Восемь месяцев без игровой практики сказывались на кондициях Эрика, и он набрал хорошую форму только к Рождеству. Его голы помогли «Юнайтед» вернуться в чемпионскую гонку, хотя в январе 1995 года команда отставал от лидировавшего «Ньюкасла» на 12 очков. Последовала серия победных матчей с минимальным счётом 1:0, в которых забивал Кантона, и решающая победа со счётом 3:0 над «Мидлсбро» на «Риверсайд Стэдиум», которая стала определяющей в борьбе за чемпионский титул (первый гол в этой игре забил Кантона). В финале Кубка Англии против «Ливерпуля» Эрик забил гол, оказавшийся победным. За 5 минут до завершения матча после подачи углового слева голкипер «Ливерпуля» Дэвид Джеймс сыграл на выходе, выбив мяч кулаками в поле. Мяч отлетел к линии штрафной, где его поджидал Кантона, отправивший мяч «парашютом» в сетку ворот. «Юнайтед» победил, а французский нападающий стал первым иностранным футболистом, поднявшим Кубок Англии в ранге капитана. Кантона искупил свою вину за прошлогодний скандал своей великолепной игрой, а на пресс-конференции после окончания матча заявил: «Знаете, такова жизнь. В ней бывают взлёты и падения». «Манчестер Юнайтед» стал первым английским клубом, взявшим «дубль» (чемпионат и Кубок Англии) два раза.
Кантона вёл «Манчестер Юнайтед» к всё новым победам и воодушевлял своим примером молодых футболистов — Райана Гиггза, Дэвида Бекхэма, Пола Скоулза и Гари Невилла. «Юнайтед» защитил чемпионский титул в сезоне 1996/97, а Кантона стал чемпионом в четвёртый раз за пять лет своего пребывания в «Юнайтед» (или в шестой раз за семь лет, если учитывать титулы, выигранные с «Олимпиком» и «Лидсом») — исключением стал лишь 1995 год, большую часть которого Эрик пропустил из-за дисквалификации. В конце сезона 1996/97, после поражения «Манчестера» от дортмундской «Боруссии» в полуфинале Лиги чемпионов, 30-летний Кантона объявил, что он завершает футбольную карьеру. Эта новость шокировала болельщиков «Юнайтед», для которых Эрик стал живой легендой. Последним официальным матчем француза за «Манчестер Юнайтед» стала встреча против «Вест Хэма» 11 мая 1997 года. Через пять дней, 16 мая, Кантона сыграл свой прощальный матч, товарищескую встречу против «Ковентри Сити», проводившуюся в дань памяти о Дэвиде Буссте на «Хайфилд Роуд». Игра закончилась со счётом 2:2, Эрик забил оба мяча за «Юнайтед». Всего за свою карьеру в клубе Кантона забил 82 гола, в том числе 65 голов в Премьер-лиге, 10 голов в Кубке Англии и 5 голов в Лиге чемпионов.
В 2004 году Кантона заявил: «Я так горд, что болельщики всё ещё поют моё имя, но боюсь, что завтра они перестанут. Боюсь, потому что я люблю это. А всё, что мы любим, мы боимся потерять».
В 2006 году в газете The Sun было опубликовано заявление Эрика о том, что «Манчестер Юнайтед» «потерял свою душу», а нынешний состав команды — «стадо баранов». Легенда «Олд Траффорд» вспоминал времена ярких личностей, шоуменов, вроде себя и Джорджа Беста, жаловался, что эти времена прошли, обвинил «красных дьяволов» в измене своему игровому стилю в угоду скучному футболу, нацеленному на результат. В августе того же года в седьмом номере журнала United Magazine вышла статья, где Кантона заявил, что он вернётся в «Манчестер Юнайтед» лишь в качестве «первого номера» (то есть только как главный тренер, а не ассистент) и в этом случае создаст команду «непохожую ни на одну другую», которая будет играть так, как лично он, Эрик Кантона, считает, нужно играть в футбол.
Кантона выступил против приобретения клуба Глейзером и заявил, что он не вернётся в «Манчестер Юнайтед», даже в качестве главного тренера, пока семья Глейзеров владеет клубом. Это заявление разочаровало многих болельщиков «Манчестер Юнайтед»: по результатам опроса, проведённого летом 2000 года, большинство болельщиков клуба проголосовало за кандидатуру Кантона в качестве будущего главного тренера команды после ухода сэра Алекса Фергюсона.

## Карьера в сборной
Эрик Кантона дебютировал за сборную, возглавляемую тогда Анри Мишелем, в матче против команды ФРГ в августе 1987 года. В сентябре 1988 года Кантона, расстроенный тем, что его не включили в состав сборной, оскорбил Мишеля в ходе телевизионного интервью, за что был дисквалифицирован главным тренером французов от участия во всех международных матчах на неопределённое время. Однако Мишеля вскоре уволили за непопадание Франции на чемпионат мира 1990 года.
Новым тренером сборной Франции был назначен Мишель Платини. Он первым делом вернул в сборную Эрика Кантона, который являлся одним из его фаворитов. Платини заявил, что Кантона будет вызываться в сборную, пока он играет в футбол на высоком уровне. Он был инициатором переезда Эрика в Англию после периода неудач во французском чемпионате. Франция пробилась на чемпионат Европы 1992, проходивший в Швеции, но не смогла выиграть ни одного матча, несмотря на многообещающее партнёрство нападающих Эрика Кантона и Жана-Пьера Папена. После завершения чемпионата Европы Платини ушёл в отставку, уступив место главного тренера национальной команды Жерару Улье.
Франция под руководством Улье не смогла пробиться на чемпионат мира 1994 года в США, проиграв в решающем квалификационном матче сборной Болгарии со счётом 1:2. Ошибка полузащитника французов Давида Жинола привела к голу болгарского форварда Эмила Костадинова, ставшего победным для Болгарии. После матча Кантона и Улье обвинили в поражении Жинола. Улье вскоре был уволен, а новым тренером сборной стал Эме Жаке.
Жаке начал перестраивать игру национальной сборной во время подготовки к чемпионату Европы 1996 года и назначил Кантона капитаном. Однако уже в январе 1995 года произошёл инцидент в «Селхерст Парк», после чего Кантона получил длительную дисквалификацию. К моменту завершения дисквалификации Кантона потерял свою роль плеймейкера французской сборной из-за появления новой звезды в лице молодого Зинедина Зидана. Жаке обновил состав сборной, пригласив ряд молодых футболистов, и начал строить игру вокруг Зидана. Кантона, Папен и Жинола больше не призывались в сборную, пропустив Евро-1996. Многие критиковали Жаке за то, что он отказался от приглашения в сборную Эрика Кантона, набравшего великолепную форму в Английской Премьер-лиге, но главный тренер французов заявил, что сборная хорошо играет и без Кантона и он верит в молодых игроков.
Кантона до сих пор сохраняет обиду на руководство национальной сборной Франции, одновременно восхищаясь своей «приобретённой родиной»: по ходу Евро-2004 и чемпионата мира 2006 Кантона болел за сборную Англии, а не за Францию.

### Матчи и голы Кантона за сборную Франции
| №  | Дата            | Соперник     | Счёт | Голы | Соревнование              |
| -- | --------------- | ------------ | ---- | ---- | ------------------------- |
| 1  | 12 августа 1987 | ФРГ          | 1:2  | 1    | Товарищеский матч         |
| 2  | 14 октября 1987 | Норвегия     | 1:1  | —    | Отборочный матч ЧЕ-1988   |
| 3  | 18 ноября 1987  | ГДР          | 0:1  | —    | Отборочный матч ЧЕ-1988   |
| 4  | 27 января 1988  | Израиль      | 1:1  | —    | Товарищеский матч         |
| 5  | 23 марта 1988   | Испания      | 2:1  | —    | Товарищеский матч         |
| 6  | 16 августа 1989 | Швеция       | 4:2  | 2    | Товарищеский матч         |
| 7  | 5 сентября 1989 | Норвегия     | 1:1  | —    | Отборочный матч ЧМ-1990   |
| 8  | 11 октября 1989 | Шотландия    | 3:0  | 1    | Отборочный матч ЧМ-1990   |
| 9  | 18 ноября 1989  | Кипр         | 2:0  | —    | Отборочный матч ЧМ-1990   |
| 10 | 21 января 1990  | Кувейт       | 1:0  | —    | Товарищеский матч         |
| 11 | 24 января 1990  | ГДР          | 3:0  | 2    | Товарищеский матч         |
| 12 | 28 февраля 1990 | ФРГ          | 2:1  | 1    | Товарищеский матч         |
| 13 | 28 марта 1990   | Венгрия      | 3:1  | 2    | Товарищеский матч         |
| 14 | 15 августа 1990 | Польша       | 0:0  | —    | Товарищеский матч         |
| 15 | 5 сентября 1990 | Исландия     | 2:1  | 1    | Отборочный матч ЧЕ-1992   |
| 16 | 13 октября 1990 | Чехословакия | 2:1  | —    | Отборочный матч ЧЕ-1992   |
| 17 | 20 февраля 1991 | Испания      | 3:1  | —    | Отборочный матч ЧЕ-1992   |
| 18 | 30 марта 1991   | Албания      | 5:0  | —    | Отборочный матч ЧЕ-1992   |
| 19 | 12 октября 1991 | Испания      | 2:1  | —    | Отборочный матч ЧЕ-1992   |
| 20 | 20 ноября 1991  | Исландия     | 3:1  | 2    | Отборочный матч ЧЕ-1992   |
| 21 | 19 февраля 1992 | Англия       | 0:2  | —    | Товарищеский матч         |
| 22 | 25 марта 1992   | Бельгия      | 3:3  | —    | Товарищеский матч         |
| 23 | 27 мая 1992     | Швейцария    | 1:2  | —    | Товарищеский матч         |
| 24 | 5 июня 1992     | Нидерланды   | 1:1  | —    | Товарищеский матч         |
| 25 | 10 июня 1992    | Швеция       | 1:1  | —    | ЧЕ-1992. Групповой турнир |
| 26 | 14 июня 1992    | Англия       | 0:0  | —    | ЧЕ-1992. Групповой турнир |
| 27 | 17 июня 1992    | Дания        | 1:2  | —    | ЧЕ-1992. Групповой турнир |
| 28 | 14 октября 1992 | Австрия      | 2:0  | 1    | Отборочный матч ЧМ-1994   |
| 29 | 14 ноября 1992  | Финляндия    | 2:1  | 1    | Отборочный матч ЧМ-1994   |
| 30 | 17 февраля 1993 | Израиль      | 4:0  | 1    | Отборочный матч ЧМ-1994   |
| 31 | 28 апреля 1993  | Швеция       | 2:1  | 2    | Отборочный матч ЧМ-1994   |
| 32 | 28 июля 1993    | Россия       | 3:1  | 1    | Товарищеский матч         |
| 33 | 28 августа 1993 | Швеция       | 1:1  | —    | Отборочный матч ЧМ-1994   |
| 34 | 8 сентября 1993 | Финляндия    | 2:0  | —    | Отборочный матч ЧМ-1994   |
| 35 | 13 октября 1993 | Израиль      | 2:3  | —    | Отборочный матч ЧМ-1994   |
| 36 | 17 ноября 1993  | Болгария     | 1:2  | 1    | Отборочный матч ЧМ-1994   |
| 37 | 16 февраля 1994 | Италия       | 1:0  | —    | Товарищеский матч         |
| 38 | 25 мая 1994     | Австралия    | 1:0  | 1    | Кубок Кирин               |
| 39 | 29 мая 1994     | Япония       | 4:1  | —    | Кубок Кирин               |
| 40 | 17 августа 1994 | Чехия        | 2:2  | —    | Товарищеский матч         |
| 41 | 7 сентября 1994 | Словакия     | 0:0  | —    | Отборочный матч ЧЕ-1996   |
| 42 | 8 октября 1994  | Румыния      | 0:0  | —    | Отборочный матч ЧЕ-1996   |
| 43 | 16 ноября 1994  | Польша       | 0:0  | —    | Отборочный матч ЧЕ-1996   |
| 44 | 13 декабря 1994 | Азербайджан  | 2:0  | —    | Отборочный матч ЧЕ-1996   |
| 45 | 18 января 1995  | Нидерланды   | 1:0  | —    | Товарищеский матч         |

Итого: 45 матчей / 20 голов; 25 побед, 13 ничьх, 7 поражений.

## Достижения

### Командные достижения
«Осер»
- Обладатель Кубка Альп: 1987

«Олимпик Марсель»
- Чемпион Первого дивизиона Франции: 1990/91
- Обладатель Кубка Франции: 1988/89

«Монпелье»
- Обладатель Кубка Франции: 1989/90

«Лидс Юнайтед»
- Чемпион Первого дивизиона Футбольной лиги: 1991/92
- Обладатель Суперкубка Англии: 1992

«Манчестер Юнайтед»
- Чемпион английской Премьер-лиги (4): 1992/93, 1993/94, 1995/96, 1996/97
- Обладатель Кубка Англии (2): 1993/94, 1995/96
- Обладатель Суперкубка Англии (3): 1993, 1994, 1996

### Личные достижения
- Обладатель «Бронзового мяча» третьего футболиста Европы (по версии журнала France Football): 1993
- Лучший футболист Европы (Onze d’Or): 1996
- Игрок года по версии футболистов ПФА: 1994
- Футболист года по версии АФЖ: 1996
- Включён в «команду года» по версии ПФА: 1993/94
- Входит в состав символической сборной Европы по версии ESM: 1995/96
- Обладатель приза сэра Мэтта Басби (2): 1993/94, 1995/96
- Включён в Зал славы английского футбола: 2002
- Входит в состав символической сборной Премьер-лиги по итогам десятилетия (1993—2003): 2003
- Входит в список «ФИФА 100»
- Golden Foot: 2012 (в номинации «Легенды футбола»)
- Обладатель Награды президента УЕФА: 2019
- Включён в Зал славы английской Премьер-лиги: 2021[13]

## Работа в кино
Ещё до окончания карьеры футболиста Эрик Кантона начал сниматься в кино. Его дебютным фильмом стала «Любовь в лугах» (1995) Этьена Шатилье, где Кантона исполнил одну из второстепенных ролей. В дальнейшем он стал востребованным актёром и продолжил регулярно играть в кино (в частности, в картине «Елизавета» (1998), получившей несколько премий BAFTA). В 2009 году Кантона исполнил роль самого себя в фильме «В поисках Эрика», который был номинирован на Золотую пальмовую ветвь Каннского кинофестиваля.

### Фильмография
- 1995 — Любовь в лугах / Le bonheur est dans le pré
- 1998 — Елизавета / Elizabeth
- 1998 — Прогулка с придурками / Mookie
- 1999 — Дети природы / Les Enfants du Marais
- 2001 — Великая жизнь / La Grande Vie !
- 2003 — Обжора / L’Outremangeur
- 2003 — Ключи от машины / Les Clefs de bagnole
- 2005 — Наша безумная жизнь / La vie est à nous !
- 2007 — Второе дыхание / Le Deuxième Souffle
- 2008 — Джек говорит / Jack Says
- 2009 — В поисках Эрика / Looking for Eric
- 2010 — Вместе — это слишком / Ensemble, c’est trop
- 2011 — Насильно / De force
- 2011 — Подмена / Switch
- 2012 — Движения бёдрами / Les Mouvements du bassin
- 2012 — Переполох на районе / Les Kaïra
- 2013 — Встречи после полуночи / Les Rencontres d’après minuit / You and the Night
- 2014 — Спасение / The Salvation
- 2020 — Inhuman Resources / Dérapages (Netflix-Сериал из 6 серий)

## Факты
- В 2008 году в честь Эрика Кантона был назван стадион в городе Тинь, где тренируется лионский «Олимпик» и сборная Франции[14].
- В ноябре 2010 года Кантона призвал европейцев «совершить революцию» против существующей финансовой системы. Положить конец ростовщической и криминальной банковской системе он предложил, закрыв свои банковские счета в один день 7 декабря 2010 года[15].
- У Эрика есть брат Жоэль — бывший футболист, ныне актёр кино и телевидения.
- 10 января 2012 года объявил о намерении баллотироваться на пост президента Франции[16].

## Статистика выступлений

### Клубная карьера
| Клуб                  | Сезон            | Лига | Лига | Кубки | Кубки | Еврокубки | Еврокубки | Прочие | Прочие | Итого | Итого |
| Клуб                  | Сезон            | Игры | Голы | Игры  | Голы  | Игры      | Голы      | Игры   | Голы   | Игры  | Голы  |
| --------------------- | ---------------- | ---- | ---- | ----- | ----- | --------- | --------- | ------ | ------ | ----- | ----- |
| Осер                  | 1983/84          | 2    | 0    | 0     | 0     | 0         | 0         | 0      | 0      | 2     | 0     |
| Осер                  | 1984/85          | 5    | 2    | 0     | 0     | 0         | 0         | 0      | 0      | 5     | 2     |
| Осер                  | 1985/86          | 7    | 0    | 0     | 0     | 1         | 0         | 3      | 6      | 11    | 6     |
| Осер                  | 1986/87          | 36   | 13   | 4     | 4     | 0         | 0         | 2      | 1      | 42    | 18    |
| Осер                  | 1987/88          | 32   | 8    | 5     | 1     | 2         | 1         | 0      | 0      | 39    | 10    |
| Осер                  | Итого            | 82   | 23   | 9     | 5     | 3         | 1         | 5      | 7      | 99    | 36    |
| Осер B (фарм-клуб)    | 1982/83          | 16   | 6    | 0     | 0     | -         | -         | 0      | 0      | 16    | 6     |
| Осер B (фарм-клуб)    | 1983/84          | 25   | 18   | 0     | 0     | -         | -         | 0      | 0      | 25    | 18    |
| Осер B (фарм-клуб)    | 1984/85          | 16   | 16   | 0     | 0     | -         | -         | 0      | 0      | 16    | 16    |
| Осер B (фарм-клуб)    | 1985/86          | 7    | 10   | 0     | 0     | -         | -         | 0      | 0      | 7     | 10    |
| Осер B (фарм-клуб)    | Итого            | 64   | 50   | 0     | 0     | 0         | 0         | 0      | 0      | 64    | 50    |
| Мартиг (аренда)       | 1985/86          | 15   | 4    | 0     | 0     | -         | -         | 0      | 0      | 15    | 4     |
| Мартиг (аренда)       | Итого            | 15   | 4    | 0     | 0     | 0         | 0         | 0      | 0      | 15    | 4     |
| Олимпик (Марсель)     | 1988/89          | 22   | 5    | 0     | 0     | 0         | 0         | 0      | 0      | 22    | 5     |
| Олимпик (Марсель)     | 1989/90          | 0    | 0    | 0     | 0     | 0         | 0         | 0      | 0      | 0     | 0     |
| Олимпик (Марсель)     | 1990/91          | 18   | 8    | 0     | 0     | 3         | 1         | 0      | 0      | 21    | 9     |
| Олимпик (Марсель)     | Итого            | 40   | 13   | 0     | 0     | 3         | 1         | 0      | 0      | 43    | 14    |
| Бордо (аренда)        | 1988/89          | 11   | 6    | 1     | 0     | 0         | 0         | 0      | 0      | 12    | 6     |
| Бордо (аренда)        | Итого            | 11   | 6    | 1     | 0     | 0         | 0         | 0      | 0      | 12    | 6     |
| Монпелье (аренда)     | 1989/90          | 33   | 10   | 6     | 4     | 0         | 0         | 0      | 0      | 39    | 14    |
| Монпелье (аренда)     | Итого            | 33   | 10   | 6     | 4     | 0         | 0         | 0      | 0      | 39    | 14    |
| Олимпик B (фарм-клуб) | 1990/91          | 1    | 0    | 0     | 0     | -         | -         | 0      | 0      | 1     | 0     |
| Олимпик B (фарм-клуб) | Итого            | 1    | 0    | 0     | 0     | 0         | 0         | 0      | 0      | 1     | 0     |
| Ним Олимпик           | 1991/92          | 16   | 2    | 0     | 0     | 0         | 0         | 0      | 0      | 16    | 2     |
| Ним Олимпик           | Итого            | 16   | 2    | 0     | 0     | 0         | 0         | 0      | 0      | 16    | 2     |
| Лидс Юнайтед          | 1991/92          | 15   | 3    | 0     | 0     | 0         | 0         | 0      | 0      | 15    | 3     |
| Лидс Юнайтед          | 1992/93          | 13   | 6    | 1     | 0     | 5         | 2         | 1      | 3      | 20    | 11    |
| Лидс Юнайтед          | Итого            | 28   | 9    | 1     | 0     | 5         | 2         | 1      | 3      | 35    | 14    |
| Манчестер Юнайтед     | 1992/93          | 22   | 9    | 1     | 0     | 0         | 0         | 0      | 0      | 23    | 9     |
| Манчестер Юнайтед     | 1993/94          | 34   | 18   | 10    | 5     | 4         | 2         | 1      | 0      | 49    | 25    |
| Манчестер Юнайтед     | 1994/95          | 21   | 12   | 1     | 1     | 2         | 0         | 1      | 1      | 25    | 14    |
| Манчестер Юнайтед     | 1995/96          | 30   | 14   | 8     | 5     | 0         | 0         | 0      | 0      | 38    | 19    |
| Манчестер Юнайтед     | 1996/97          | 36   | 11   | 3     | 0     | 10        | 3         | 1      | 1      | 50    | 15    |
| Манчестер Юнайтед     | Итого            | 143  | 64   | 23    | 11    | 16        | 5         | 3      | 2      | 185   | 82    |
| Всего за карьеру      | Всего за карьеру | 433  | 181  | 40    | 20    | 27        | 9         | 9      | 12     | 509   | 222   |

### Выступления за сборную
| Сборная          | Год              | Отборочные матчи ЧМ | Отборочные матчи ЧМ | Отборочные матчи ЧЕ | Отборочные матчи ЧЕ | Финальные матчи ЧЕ | Финальные матчи ЧЕ | Кубок Кирин | Кубок Кирин | Товарищеские матчи | Товарищеские матчи | Итого | Итого |
| Сборная          | Год              | Игры                | Голы                | Игры                | Голы                | Игры               | Голы               | Игры        | Голы        | Игры               | Голы               | Игры  | Голы  |
| ---------------- | ---------------- | ------------------- | ------------------- | ------------------- | ------------------- | ------------------ | ------------------ | ----------- | ----------- | ------------------ | ------------------ | ----- | ----- |
| Франция          | 1987             | -                   | -                   | 2                   | 0                   | -                  | -                  | -           | -           | 1                  | 1                  | 3     | 1     |
| Франция          | 1988             | -                   | -                   | 0                   | 0                   | -                  | -                  | -           | -           | 2                  | 0                  | 2     | 0     |
| Франция          | 1989             | 3                   | 1                   | -                   | -                   | -                  | -                  | -           | -           | 1                  | 2                  | 4     | 3     |
| Франция          | 1990             | -                   | -                   | 2                   | 1                   | -                  | -                  | -           | -           | 5                  | 5                  | 7     | 6     |
| Франция          | 1991             | -                   | -                   | 4                   | 2                   | -                  | -                  | -           | -           | 0                  | 0                  | 4     | 2     |
| Франция          | 1992             | 2                   | 2                   | -                   | -                   | 3                  | 0                  | -           | -           | 4                  | 0                  | 9     | 2     |
| Франция          | 1993             | 6                   | 4                   | -                   | -                   | -                  | -                  | -           | -           | 1                  | 1                  | 7     | 5     |
| Франция          | 1994             | -                   | -                   | 4                   | 0                   | -                  | -                  | 2           | 1           | 2                  | 0                  | 8     | 1     |
| Франция          | 1995             | -                   | -                   | 0                   | 0                   | -                  | -                  | -           | -           | 1                  | 0                  | 1     | 0     |
| Всего за карьеру | Всего за карьеру | 11                  | 7                   | 12                  | 3                   | 3                  | 0                  | 2           | 1           | 17                 | 9                  | 45    | 20    |

## Личная жизнь
В середине 1980-х Кантона женился на Изабель Феррер. Она родила двоих детей: Рафаэля (1988) и Жозефину (1995). Впоследствии супруги развелись.
Вторым браком Кантона сочетался с актрисой Рашидой Бракни (2007), которая была его партнёром в фильме «Обжора». У них двое детей: Эмир (родился 25 октября 2009 года) и дочь Сельма (17 октября 2013).